# 函館市立中部小学校
函館市立中部小学校（はこだてしりつちゅうぶしょうがっこう）は、北海道函館市新川町にある公立小学校。

## 沿革
- 1977年（昭和52年） - 校舎建築[2]。
- 1978年（昭和53年）
  - 時期不明 - 屋内運動場建築[2]。
  - 4月1日 - 新川小学校と松風小学校を統合し、開校。
- 2000年（平成12年） - 肢体不自由特殊学級閉級[1]。
- 2002年（平成14年） - 学校週5日制導入。弱視特殊学級開級[1]。

## 通学区域
出典
- 松風町（14番〜20番）
- 若松町（18番〜40番）
- 千歳町（6番〜27番）
- 新川町（全域）
- 上新川町（全域）
- 大縄町（1番〜3番・6番〜16番）

## 進学先中学校
出典
- 函館市立巴中学校

## 周辺
- セイコーマート函館新川店
- 函館パークホテル
- 函館法務合同庁舎
  - 函館地方検察庁
  - 函館区検察庁
  - 松前区検察庁
- 函館地方裁判所
- 函館地方法務局分室
- 函館地方合同庁舎分庁舎
  - 函館公共職業安定所（ハローワークはこだて）
- 函館地方合同庁舎
  - 北海道農政事務所函館地域拠点
- 函館市立新川公園
- 亀田川
- スーパーアーク大縄店

## アクセス
- 函館市電千歳町電停下車後、
  - 湯の川行のりばから、徒歩約350m・約5分。
  - 函館駅前・谷地頭・函館どつく方面行のりばから、徒歩約345m・約5分。
- 函館バス「83」系統で、「合同庁舎前」停留所より、
  - 夕方便のりばから、徒歩約330m・約5分。
  - 朝便のりばから、徒歩約250m・約4分。
    - ただし、運行は朝便は8時台の1便・夕方便は17時台の1便の1往復しか運行されない。